# Перрівілл (Міссурі)
Перрівілл (англ. Perryville) — місто (англ. city) в США, в окрузі Перрі штату Міссурі. Населення — 8555 осіб (2020).

## Географія
Перрівілл розташований за координатами 37°43′30″ пн. ш. 89°52′32″ зх. д. / 37.72500° пн. ш. 89.87556° зх. д. (37.725018, -89.875612).  За даними Бюро перепису населення США в 2010 році місто мало площу 20,63 км², з яких 20,20 км² — суходіл та 0,43 км² — водойми.

## Демографія
Згідно з переписом 2010 року, у місті мешкало 8225 осіб у 3288 домогосподарствах у складі 2078 родин. Густота населення становила 399 осіб/км².  Було 3588 помешкань (174/км²).
Расовий склад населення:
| - 95,3 % — білих - 0,9 % — азіатів - 0,8 % — чорних або афроамериканців - 0,4 % — корінних американців - 0,1 % — вихідців з тихоокеанських островів - 1,3 % — осіб інших рас |

До двох чи більше рас належало 1,3 %. Частка іспаномовних становила 2,7 % від усіх жителів.
За віковим діапазоном населення розподілялося таким чином: 25,4 % — особи молодші 18 років, 56,9 % — особи у віці 18—64 років, 17,7 % — особи у віці 65 років та старші. Медіана віку мешканця становила 36,5 року. На 100 осіб жіночої статі у місті припадало 91,3 чоловіків;  на 100 жінок у віці від 18 років та старших — 87,4 чоловіків також старших 18 років.
Середній дохід на одне домашнє господарство  становив 49 371 долар США (медіана — 41 393), а середній дохід на одну сім'ю — 59 627 доларів (медіана — 53 948). Медіана доходів становила 40 304 долари для чоловіків та 28 731 долар для жінок. За межею бідності перебувало 11,9 % осіб, у тому числі 15,9 % дітей у віці до 18 років та 8,7 % осіб у віці 65 років та старших.
Цивільне працевлаштоване населення становило 3676 осіб. Основні галузі зайнятості: освіта, охорона здоров'я та соціальна допомога — 26,3 %, виробництво — 22,7 %, роздрібна торгівля — 13,0 %, будівництво — 5,7 %.